# El Tambo (Metro de Huancayo)
El Tambo es el nombre asignado a la primera futura estación del tramo suburbano del Metro de Huancayo en Perú. La estación será construida en la provincia de Huancayo.
La estación es la primera a nivel del tramo suburbano, que se desarrolla en los exteriores de la ciudad de Huancayo.